# 座間市立入谷小学校
座間市立入谷小学校 （ざましりついりやしょうがっこう） は、神奈川県座間市入谷西五丁目にある公立小学校。

## 沿革
出典
- 1978年（昭和53年）
  - 4月1日-座間市立座間小学校から分離し、座間市立入谷小学校として開校
  - 7月1日-入谷小学校PTA設立総会を開催
- 1979年（昭和54年）3月22日-校旗制定
- 2007年（平成19年）10月27日-開校30周年式典
- 2017年（平成29年）5月16日-開校40周年記念航空写真撮影

## 学校教育目標
出典
笑顔いっぱい かがやく入谷っ子

## 通学区域
出典
- 座間市
  - 入谷西3丁目18番～23番・33番～40番・41番3号・6号
  - 入谷西4丁目
  - 入谷西5丁目
  - 入谷東3丁目1番～51番・52番24号・53番～60番
  - 入谷東4丁目3番・34番14号・24号～30号・37番・11号～15号・38番・39番・1号～5号・28号～57号・40番～76番
  - 四ツ谷一部

## 進学中学校
出典
- 座間市
  - 座間市立西中学校

## アクセス
出典
- 小田急線座間駅から徒歩10分
- JR相模線入谷駅から徒歩10分